# Протесты в ДР Конго (2016)
Протесты в Демократической Республике Конго (2016) — массовые протесты, пошедшие на территории Демократической Республики Конго в декабре 2016 года.
20 декабря 2016 года Президент Демократической Республики Конго Жозеф Кабила заявил, что он не покинет пост президента после окончания срока своего президентства. Впоследствии протесты вспыхнули по всей стране, которая никогда не знала прецедента мирной передачи власти с момента её образования в 1960 году. Правительство боролось против протестов блокировкой социальных медиа, применением силы со стороны сил безопасности, в результате чего погибли десятки человек. Иностранные государства осудили нападения на участников протеста.
23 декабря было достигнуто соглашение между оппозицией и президентом Кабилой. Согласно ему, Кабила не будет менять конституцию и покинет пост до конца 2017 года. По соглашению Этьен Тшисекеди, трижды возглавлявший правительство при диктаторе Мобуту, будет курировать исполнение договора, также премьер-министр страны будет назначен от оппозиции.

## Предыдущие события
Вслед за Буркинабским восстанием в 2014, Демократическая Республика Конго
пережила серию протестов (например, конголезские протесты 2015 года), в которых конголезские граждане требовали, чтобы президент Жозеф Кабила не менял сроков полномочий президента в конституции страны, с тем чтобы он мог баллотироваться на новый срок пребывания на посту, а не откладывал плановые выборы в стране. Эти и другие протесты в 2016 году часто были жестокими и рассматривались наблюдателями в широком контексте частых массовых протестов против авторитарных правительств в Африке (например, в Бурунди, Уганде, Эфиопии, Габоне, Республике Конго, Зимбабве и Камеруне).
В 2016 году правительство Кабилы было упомянуто в Панамских документах.

## Хроника событий
14 декабря 2016 года 42 человека были арестованы в Гома (по данным Human Rights Watch). Тем временем антикабиловский протест был проведён возле Университета Киншасы.
20 декабря силами безопасности были убиты 19 гражданских в Киншасе, 6 гражданских в Бома, 4 гражданских в Матади и 5 гражданских в Лубумбаши. Протестанты держали красные карты-пенальти и дули в свистки, что означало, что срок Кабилы кончился и они желают, чтобы он оставил власть. Протестанты в Киншасе были атакованы силами безопасности с применением слезоточивого газа, водометов и пулями. Согласно данным ООН, не менее 113 человек было арестовано с 17 по 19 декабря.
21 декабря после протестов во втором по величине городе, Лубумбаши, погибло 10 человек и 47 были ранены (согласно местному NGO). Протесты в других городах по всей стране привели к гибели по меньшей мере 26 человек в течение дня, согласно заявлению Human Rights Watch, в котором говорилось, что военные и сотрудники полиции были задействованы в Лубумбаши и Киншасе. Правительство сообщило о 9 смертях и 275 арестованных полицией.

## Посреднические усилия Римско-католической церкви Конго
Римско-католическая церковь Конго выступила посредником в переговорах между оппозицией и властями.